# مايك جاكسون (سياسي)
مايك جاكسون (بالإنجليزية: Mike Jackson)‏ هو سياسي أمريكي، ولد في 6 مارس 1978. حزبياً، نشط في الحزب الجمهوري. وقد انتخب عضو مجلس نواب أوكلاهوما.